# Wjosa

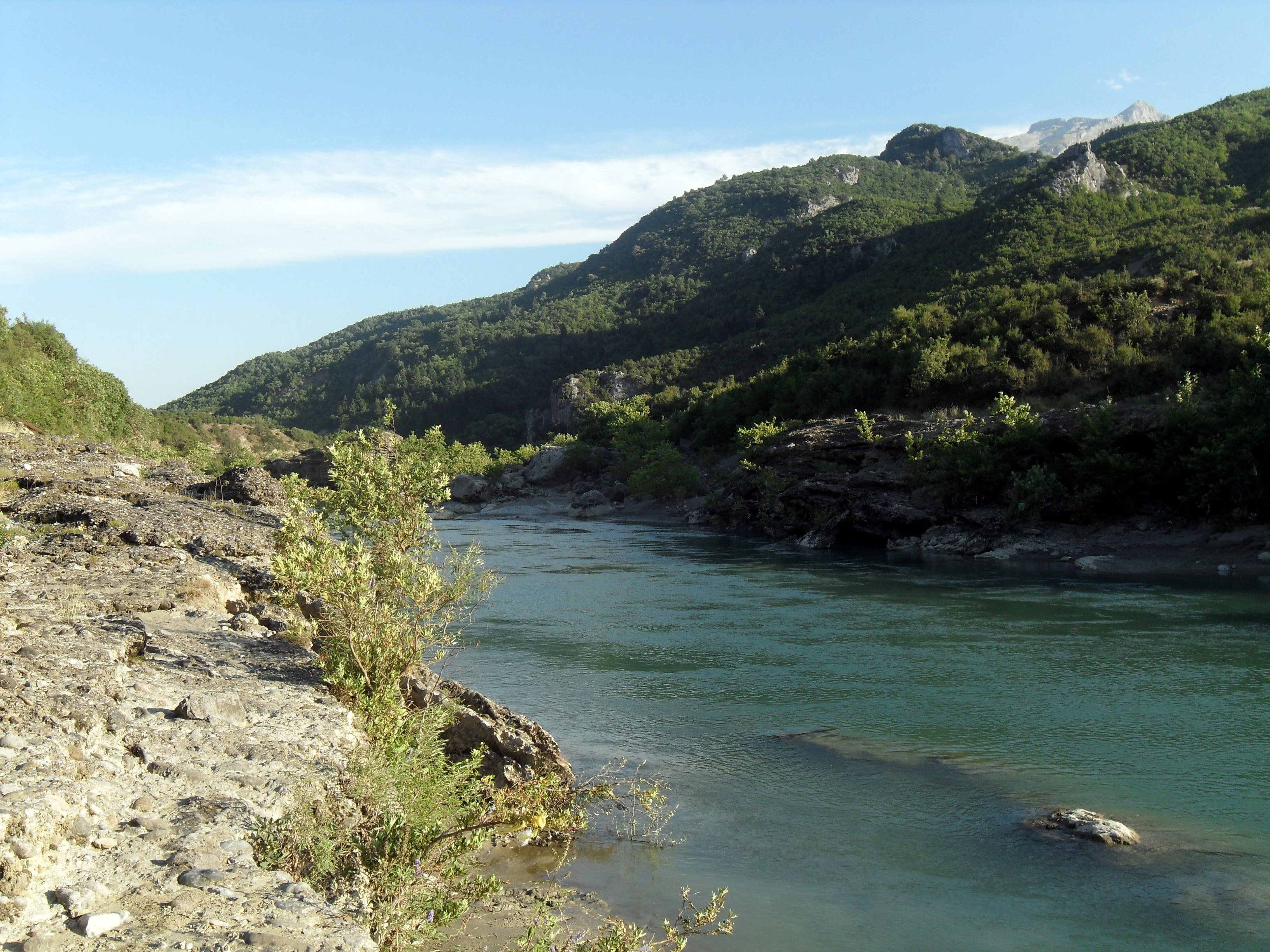
Wjosa na wschód od Përmetu

Wjosa (alb. Vjosa, Vjosë; gr. Αώος, Aṓos) – rzeka w Albanii i Grecji.
Ma długość 272 km, z czego pierwsze 80 km w Grecji, a pozostałe 192 km w Albanii. Jej źródła znajdują się w górach Pindos, w masywie Avgo na wysokości 1343 m n.p.m. Powierzchnia zlewni rzeki Wjosy wynosi 6704 km² z czego 4365 km² na obszarze Albani. Uchodzi do Morza Adriatyckiego. Uznawana za jeden z najmniej przekształconych systemów rzecznych Europy.

## Charakterystyka przyrodnicza
Rzeka Wjosa wraz z dopływami stanowi miejsce życia organizmów z różnych grup taksonomicznych i lokalne centrum bioróżnorodności. Z uwagi na niewielki stopień antropogenicznych przekształceń i zachowaną ciągłość ekologiczną (brak zapór i in. sztucznych barier) dorzecze Wjosy stanowi modelowy przykład naturalnego systemu rzecznego w obszarze śródziemnomorskim cechujący się wysoką bioróżnorodnością oraz wysokim stopniem endemizmu. 

### Warunki hydrologiczne i geomorfologiczne
Wjosa charakteryzuje się reżimem pluwialno-niwalnym z wysokimi opadami i najwyższymi przepływami występującymi w okresie zimy/wczesnej wiosny. Wysokie przepływy (powyżej 200 m³/s) w Pocem występują od grudnia do kwietnia. Od czerwca do października przepływ wynosi zwykle mniej niż 100 m³/s. Średni przepływ Wjosy to 141,5 m³/s w przekroju wodowskazowym Pocem i 195 m³/s przy ujściu. Maksymalny przepływ zarejestrowany w Pocem wyniósł 4160 m³/s.

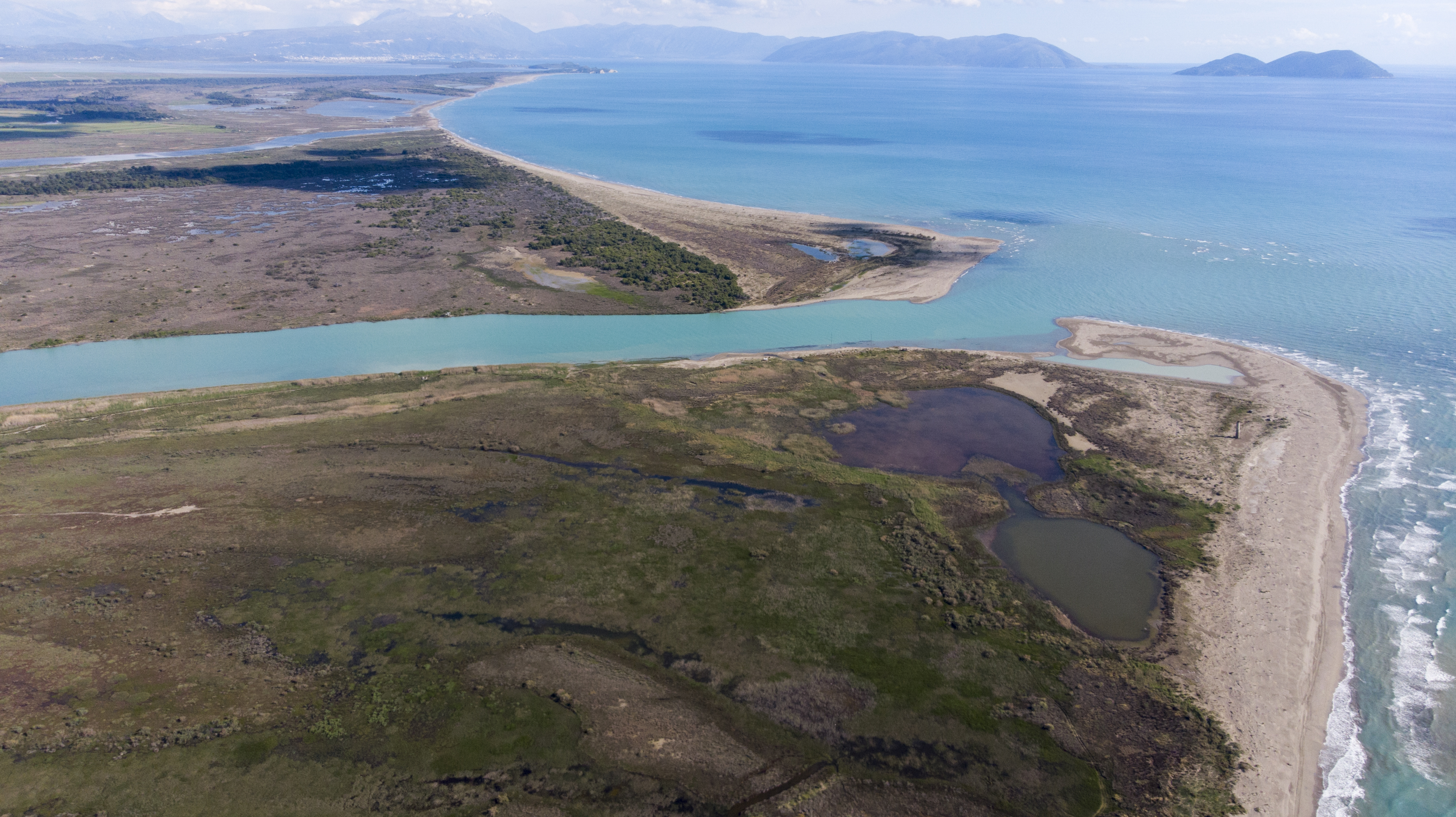
Ujście Wjosy do Morza Adriatyckiego

Koryto Wjosy w górnym i środkowym biegu jest roztokowe, miejscami proste, a w dolnym biegu kręte i meandrujące. Wjosa przepływa przez góry Epiru Albańskiego zbudowane głównie z wapieni i fliszu. Duży udział wapieni w materiale niesionym przez rzekę nadaje jej charakterystyczny błękitny kolor. Duże nachylenie stoków, łatwo erodujący materiał i użytkowanie zlewni (duża powierzchnia uprawiana lub wypasana) sprzyja denudacji, a więc dużej dostawie materiału do koryta rzeki i poszerzaniu koryta oraz wykształcania się koryt roztokowych. Koryto Wjosy w maksymalnie ma ponad 1300 m szerokości, z kolei w odcinkach przełomowych w środkowym biegu nawet tylko 15 metrów.

### Występowanie ryb i minogów
W dorzeczu Wjosy stwierdzono występowanie ok. 32 gatunków ryb i minogów, z czego aż 11 gatunków endemicznych dla Półwyspu Bałkańskiego i 4 gatunków obcych. Gatunki te należą do 14 rodzin.
| Nazwa polska          | Nazwa łacińska              | Siedlisko     | Występowanie | Status na czerwonej liście IUCN |
| --------------------- | --------------------------- | ------------- | ------------ | ------------------------------- |
| Minóg morski          | Petromyzon marinus          | anadromiczny  | rodzimy      | LC                              |
| Jesiotr zachodni      | Acipenser sturio            | anadromiczny  | rodzimy      | CR                              |
| Jesiotr adriatycki    | Acipenser naccarii          | anadromiczny  | rodzimy      | CR                              |
| Węgorz europejski     | Anguilla anguilla           | katadromiczny | rodzimy      | CR                              |
| Parposz               | Alosa fallax                | anadromiczny  | rodzimy      | LC                              |
|                       | Alburnoides aff. prespensis | słodkowodny   | rodzimy      |                                 |
|                       | Alburnoides fangfangae      | słodkowodny   | endemiczny   |                                 |
|                       | Alburnoides devolli         | słodkowodny   | endemiczny   |                                 |
|                       | Alburnus scoranza           | słodkowodny   | rodzimy      | LC                              |
|                       | Barbus prespensis           | słodkowodny   | endemiczny   | LC                              |
| Karaś                 | Carassius spp.              | słodkowodny   | obcy         |                                 |
|                       | Chondrostoma ohridana       | słodkowodny   | endemiczny   | NT                              |
|                       | Gobio skadarensis           | słodkowodny   | endemiczny   | EN                              |
| Brzana albańska       | Luciobarbus albanicus       | słodkowodny   | endemiczny   | LC                              |
| Pachychylon ozdobny   | Pachychilon pictum          | słodkowodny   | endemiczny   | LC                              |
|                       | Pelasgus thesproticus       | słodkowodny   | endemiczny   | NT                              |
| Czebaczek amurski     | Pseudorasbora parva         | słodkowodny   | obcy         |                                 |
|                       | Squalius platyceps          | słodkowodny   | endemiczny   | LC                              |
|                       | Cobitis ohridana            | słodkowodny   | endemiczny   | LC                              |
|                       | Oxynoemacheilus pindus      | słodkowodny   | endemiczny   | VU                              |
| Pstrąg tęczowy        | Oncorhynchus mykiss         | słodkowodny   | obcy         |                                 |
|                       | Salmo farioides             | słodkowodny   | rodzimy      |                                 |
| Cefal złocisty        | Chelon aurata               | amfidromiczny | rodzimy      |                                 |
| Tępogłów grubowargi   | Chelon labrosus             | amfidromiczny | rodzimy      | LC                              |
|                       | Chelon ramada               | amfidromiczny | rodzimy      |                                 |
| Ostronosik            | Chelon saliens              | amfidromiczny | rodzimy      |                                 |
| Mugil                 | Mugil cephalus              | amfidromiczny | rodzimy      | LC                              |
| Ateryna Boyera        | Atherina boyeri             | amfidromiczny | rodzimy      | LC                              |
| Gambuzja kropkowana   | Gambusia holbrooki          | słodkowodny   | obcy         |                                 |
| Karpieńczyk pręgowany | Aphanius fasciatus          | słodkowodny   | rodzimy      | LC                              |
| Labraks               | Dicentrarchus labrax        | amfidromiczny | rodzimy      | LC                              |
| Stornia               | Platichthys flesus          | amfidromiczny | rodzimy      | LC                              |

## Zagrożenia i ochrona rzeki
Dorzecze Wjosy zagrożone jest budową zapór i hydroelektrowni. Na samej Wjosie planowana była budowa hydroelektrowni Pocem-Kalivac. Dodatkowo, na dopływach planowana była budowa ok. 40 zapór. Budowa zapór na tak naturalnej rzece oznaczałaby katastrofę ekologiczną, skutkowałaby lokalnymi ekstynkcjami i zmniejszeniem populacji wielu gatunków ryb. Jedna z zapór na Wjosie była od lat w trakcie budowy, jednak bez naruszenia samego koryta rzeki.
Na rzecz ochrony rzeki Wjosy działają naukowcy, aktywiści i organizacje pozarządowe z Albanii i Europy. We wrześniu 2020 roku udało się osiągnąć pewien sukces - premier Albanii Edi Rama i prezydent Ilir Meta ogłosili, że aktualne pozwolenia na budowę hydroelektrowni na Wjosie zostają cofnięte, poparli także projekt utworzenia Parku Narodowego Dzikiej Rzeki Wjosy.
13 marca 2023 roku Minister Środowiska Albanii Mirela Kumbaro ogłosiła utworzenie Parku Narodowego Dzikiej Rzeki Wjosy (alb. Park Kombëtar i Lumit të Egër Vjosa) obejmującego w całości koryto Wjosy oraz jej głównych dopływów: Drino, Bënçe i Shushicë na terytorium Albanii. Powierzchnia parku narodowego wynosi 12 727 ha.